# Nikolai Tikhonov
Nikolai Aleksandrovitch Tikhonov (em russo:  Николай Александрович Тихонов; Carcóvia, 14 de maio de 1905 — Moscou, 1 de julho de 1997) foi um político soviético. Foi primeiro-ministro da União Soviética, cargo conhecido como chefe do conselho de ministros da URSS, de 1980 até 1985.
Tikhonov estudou engenharia no Instituto metalúrgico de Dnepropetrovsk, sendo promovido em 1930. De 1930 a 1941 trabalhou na "Usina Metalúrgica Lênin" em Dnepropetrovsk e foi promovido para engenheiro avançado.
Leonid Brejnev se tornou chefe de partido em Dnepropetrovsk e se tornou um grande amigo de Tikhonov. Entrou para o PCUS em 1940, tornou-se diretor de usina na Ucrânia no fim dos anos 40, e se tornou um oficial no ministério de metalurgia nos anos 50 tornando-se deputado em 1955. Em 1960, Tikhonov torna-se membro do conselho científico e econômico do estado.
Em 1961 foi candidato ao Comitê Central do Partido Comunista.
Brejnev tornou-se secretário-geral do partido (um dos três maiores cargos na URSS) em 1964, e promoveu Tikhonov para Deputado Chefe do Conselho de ministros soviéticos. Depois de 2 de setembro de 1976, Tikhonov foi um dos dois "Primeiros Chefes dos Deputados".
Tikhonov também cresceu na pontuação do partido: Em 1966, no XXIII congresso do partido elegeu Tikhonov um membro supremo do comitê central e em 1979 tornou-se membro supremo do Politburo.
Em 23 de outubro de 1980, aos 75 anos, tornou-se chefe do conselho de ministros, cargo que exerceu até 27 de setembro de 1985. Tikhonov teve seu posto durante a gestão de Iuri Andropov e Konstantin Chernenko.
Em 1984, apoiou Mikhail Gorbachev para secretário-geral, cargo que Gorbachev exerceria a partir do ano seguinte.
Pouco depois, em setembro, Tikhonov foi substituído. Em outubro de 1985 ele foi removido do Politburo mas continuou no Comitê Central do partido até 1989. Em uma carta datada de 1989 para Gorbachev, Tikhonov comentou que retomava seu apoio.
Tikhonov foi o Chefe do Comitê de paz soviético, nos anos 1949-1979.